# Rochesterska biskupija

Dijeceza Rochester je biskupija engleske crkve u engleskoj grofoviji Kent i pripada Canterburyjskoj provinciji. Katedralna crkva biskupije je katedrala Rochester u gradu Rochester.
 
Latinski episkopski potpis biskupa glasi: "(ime) Roffen", (latinski: Roffensis (biskup) od Rochestera).

## Povijest
Drevnu biskupiju ustanovio je 604. godine Augustin od Canterburyja u vrijeme vladavine kralja Æthelberhta od Kenta, a od nje je starija samo susjedna Canterburyjska biskupija, što je čini drugom najstarijom biskupijom u Engleskoj. Njeno osnivanje bilo je prvi dio nerealiziranog plana kojeg je zamislio papa Grgur I. Veliki da Augustin Canterburyjski posveti 12 biskupa na različitim mjestima i još 12 za potencijalno sjedište (kasnije uspostavljene) Yorkijske provincije.

## Biskupijske župe
Biskupija Rochester obuhvaća 268 župnih crkava u cijelom:

- Zapadni dio grofovije Kent,
- Londonska Općina Bexley,
- Londonska Općina Bromley.

## Biskupijski arhiđakonati
Biskupija je podijeljena na tri arhiđakonata:
- Arhiđakonat Bromley & Bexley (Arhiđakon: Paul Wright),
- Arhiđakonat u Rochesteru (Arhiđakon: upražnjen),
- Arhiđakonat Tonbridge (Arhiđakon: Clive Mansell).

## Područje biskupije
Trenutne dijecezanske granice približno se podudaraju s njezinim granicama od prije 19. stoljeća. Dana 1. siječnja 1846. župe u Hertfordshireu od episkopata Lincoln, London i Essex (dio Londonske biskupije) pridružene su Rochesteru, dok su sve župe zapadnog Kenta, osim onih u Rochester dekanatu, prebačene u Canterburyjsku biskupiju. U svibnju 1877. Essex i Hertfordshire postali su dijelom novostvorene biskupije sv. Albans. Dana 1. kolovoza 1877. godine, Rochesterska biskupija dobila je neke sjeverne dijelove Surreyja od Winchesterske biskupije koji su kasnije prebačeni u Southwarksku biskupiju prilikom njenog osamostaljenja 1905. godine.